# Lasioglossum glabriusculum
Lasioglossum glabriusculum är en biart som först beskrevs av Morawitz 1872.  Lasioglossum glabriusculum ingår i släktet smalbin, och familjen vägbin. Inga underarter finns listade i Catalogue of Life.